# Pelodytes hespericus
Pelodytes hespericus es una especie de anuro del único género viviente de la familia de los pelodítidos: Pelodytes. Este anfibio es endémico de la península ibérica.

## Taxonomía
Descripción original
Esta especie fue descrita originalmente en el año 2017 por los herpetólogos Jesús Díaz Rodríguez, Marcelo Gehara, Rafael Márquez, Miguel Vences, Helena Gonçalves, Fernando Sequeira, Iñigo Martínez Solano y Miguel Tejedo.
La localidad tipo referida es: “Artunido (Casas de Carrasco), sierra de Segura, provincia de Jaén, España”.
Holotipo
El ejemplar holotipo designado es el catalogado como: EBD 34505 (JDR 2012-1); se trata de un macho adulto que fue capturado por Jesús Díaz Rodríguez el 9 de abril de 2012.
Etimología
Etimológicamente el epíteto específico hespericus refiere a la mitología griega, en la cual las Hespérides (en griego antiguo Ἑσπερίδες) eran las mélides que cuidaban un maravilloso jardín situado en un lejano rincón del occidente, al que algunos ubicaban en la península ibérica, de donde es endémico este anfibio.
Caracterización y relaciones filogenéticas
Este anuro fue incluido en Pelodytes punctatus y denominado de manera ya definida: “linaje C”.
La especificidad de Pelodytes hespericus fue diagnosticada sobre la base de la concordancia entre marcadores mitocondriales y nucleares, sin embargo, su diferenciación morfológica y bioacústica es baja. P. hespericus es más grande que P. atlanticus y P. ibericus; esta última tiene extremidades más cortas y varios rasgos osteológicos diferenciados. P. hespericus es separable bioacústicamente al presentar un patrón en el cual dos tipos de notas se combinan en su canto de anuncio.

## Distribución y hábitat
Este anuro es un endemismo ibérico, siendo exclusivo del centro y este de España, en altitudes comprendidas desde el nivel marino hasta por lo menos 2000 m s. n. m. (en Sierra Seca, en la provincia de Granada).